# Sibusiso Vilakazi
Sibusiso Vilakazi (ur. 29 grudnia 1989 w Soweto) – południowoafrykański piłkarz grający na pozycji ofensywnego pomocnika. Od 2023 jest zawodnikiem klubu Sekhukhune United FC.

## Kariera klubowa
Swoją karierę piłkarską Vilakazi rozpoczął w klubie Bidvest Wits FC z Johannesburga. W 2009 roku stał się członkiem pierwszego zespołu. 13 września 2009 zadebiutował w jego barwach w Premier Soccer League w zremisowanym 1:1 wyjazdowym meczu z Ajaksem Kapsztad. W sezonie 2009/2010 zdobył z Bidvest Wits Nedbank Cup. W sezonie 2015/2016 został wicemistrzem kraju.
Latem 2016 Vilakazi przeszedł do Mamelodi Sundowns. 14 września 2016 zadebiutował w nim w zremisowanym 0:0 wyjazdowym meczu z Maritzburg United. W sezonie 2016/2017 wywalczył wicemistrzostwo, a w sezonach 2017/2018, 2018/2019, 2019/2020, 2020/2021 i 2021/2022 pięć tytułów mistrza Południowej Afryki. W sezonach 2019/2020 i 2021/2022 zdobył Puchar Południowej Afryki.
W 2022 Vilakazi został piłkarzem klubu TS Galaxy FC. 7 sierpnia 2022 zaliczył w nim debiut w zremisowanym 0:0 wyjazdowym meczu z AmaZulu FC. W TS Galaxy grał przez pół roku.
Na początku 2023 Vilakazi przeszedł do Sekhukhune United FC. Swój debiut w nim zanotował 18 marca 2023 w zremisowanym 1:1 domowym spotkaniu z Chippa United FC.
| Sezon   | Klub              | Kraj              | Rozgrywki | Mecze | Gole |
| ------- | ----------------- | ----------------- | --------- | ----- | ---- |
| 2009/10 | Bidvest Wits FC   | Południowa Afryka | PSL       | 20    | 1    |
| 2010/11 | Bidvest Wits FC   | Południowa Afryka | PSL       | 21    | 1    |
| 2011/12 | Bidvest Wits FC   | Południowa Afryka | PSL       | 27    | 6    |
| 2012/13 | Bidvest Wits FC   | Południowa Afryka | PSL       | 28    | 4    |
| 2013/14 | Bidvest Wits FC   | Południowa Afryka | PSL       | 27    | 8    |
| 2014/15 | Bidvest Wits FC   | Południowa Afryka | PSL       | 24    | 4    |
| 2015/16 | Bidvest Wits FC   | Południowa Afryka | PSL       | 25    | 7    |
| 2016/17 | Mamelodi Sundowns | Południowa Afryka | PSL       | 14    | 4    |
| 2017/18 | Mamelodi Sundowns | Południowa Afryka | PSL       | 22    | 6    |
| 2018/19 | Mamelodi Sundowns | Południowa Afryka | PSL       | 12    | 2    |
| 2019/20 | Mamelodi Sundowns | Południowa Afryka | PSL       | 23    | 5    |
| 2020/21 | Mamelodi Sundowns | Południowa Afryka | PSL       | 7     | 1    |
| 2021/22 | Mamelodi Sundowns | Południowa Afryka | PSL       | 7     | 0    |
| 2022/23 | TS Galaxy FC      | Południowa Afryka | PSL       | 10    | 0    |

## Kariera reprezentacyjna
W reprezentacji Południowej Afryki Vilakazi zadebiutował 11 stycznia 2012 w zremisowanym 1:1 towarzyskim meczu z Zambią. W 2015 roku został powołany do kadry na Puchar Narodów Afryki 2015. Rozegrał na nim trzy mecze: z Algierią (1:3), z Senegalem (1:1) i z Ghaną (1:2).